# Amor Electro
Amor Electro är en portugisisk musikgrupp.

## Karriär
Bandet bildades år 2010 och består av 4 medlemmar. Sångerska är Mariza Liz. Bandets debutalbum Cai o Carmo e a Trindade släpptes den 25 april 2011 och innehåller 10 låtar. Albumet nådde första plats på den portugisiska albumlistan. Deras debutsingel "A Máquina" nådde första plats på den portugisiska singellistan där den låg som etta i fem veckor. Låtens officiella musikvideo hade 2,5 miljoner visningar på Youtube i augusti 2012. Deras andra singel från debutalbumet är "Rosa Sangue". Bandet var nominerade till "bästa portugisiska sångare/grupp" vid MTV Europe Music Awards år 2011. Vinnare av priset blev dock Aurea.

## Diskografi

### Album
- 2011 - Cai o Carmo e a Trindade
- 2014 - Revolução

### Singlar
- 2011 - "A máquina"
- 2011 - "Rosa sangue"
- 2013 - "A nossa casa"
- 2013 - "Só é fogo se queimar"
- 2016 - "Juntos somos mais fortes"
- 2016 - "Sei" (feat. Pité)